# Hespagarista spilota
Hespagarista spilota là một loài bướm đêm trong họ Noctuidae.